# Флегетон (река)
Флегетон (др.-греч. Φλεγέθων, пламенный), также Пирифлегетон (Πυριφλεγέθων, огнепламенный) — в древнегреческой мифологии одна из пяти рек (остальные: Ахерон, Коцит, Лета и Стикс), протекающих в подземном царстве Аид.
Пирифлегетон — огненная река, впадающая в Ахерон. У Платона в диалоге «Федон» говорится, что в этой реке пребывают души отце- и матереубийц до тех пор, пока не искупят свой грех.
У Данте в «Божественной комедии» Флегетон — кольцеобразная река из кипящей крови, в которую погружены насильники против ближнего. Она пересекает лес самоубийц и пустыню с огненным дождём, откуда низвергается водопадом в глубь земли, чтобы превратиться в ледяное озеро Коцит.
Флегетон упоминается в произведениях ряда античных авторов: Гомера, Цицерона, Сенеки, Вергилия, Овидия. Упоминания о нём также встречаются у Мильтона, По, Лавкрафта и др.